# Wilhelm Blom
David Wilhelm Blom, född 14 maj 1789, död 9 juni 1863, var en svensk tecknare och målare.
Han var son till medicine doktor Carl Magnus Blom och Anna Christina Petré. Blom studerade först dekorationsmåleri för Emanuel Limnell vid Kungliga teatern innan han blev elev vid Konstakademien i Stockholm. Efter studierna arbetade han först som teckningslärare vid Institutet för dövstumma och blinda och därefter vid Linköpings högre elementarläroverk fram till 1846. Hans konst består av porträttminiatyrer och landskapsbilder från Sörmland i olja eller akvarell. Han medverkade ett flertal gånger i Konstakademiens utställningar på tidigt 1800-tal. Blom är representerad vid Nationalmuseums miniatyrsamling och handteckningssamling samt vid Norrköpings konstmuseum.